# Vomit Remnants
Vomit Remnants war eine japanische Death-Metal-Band, die 1997 in Tokio gegründet wurde und sich 2005 auflöste.

## Geschichte
Die Band wurde im Oktober 1997 gegründet und bestand aus dem Schlagzeuger Keisuke Tsuboi, dem Gitarristen Takahiro Kuwabara und dem Bassisten Ryo Nagamizu. Im Dezember 1997 nahm die Band ihr erstes Demo In the Name of Vomit auf, worauf Shinjiroh Sawada als Sänger zu hören war. Das Demo wurde weltweit beworben und erschien in diversen Magazinen. Anfang 1998 nahm die Gruppe mit Brutally Violated ein zweites Demo auf. Ein paar Wochen später nahm die Band ein neues Lied auf, das auf der Kompilation Gore Is Your Master enthalten war, die über Razorback Records erschien. Anfang 1999 verließ Sänger Sawada die Band. Auf dem folgenden Album Supreme Entity war Toshiyasu Kusayanagi als Sänger vertreten. Der Tonträger erschien im Mai über Macabre Mementos Records. Daraufhin spielte die Band auf dem Ohio Deathfest zusammen mit Gruppen wie Dying Fetus, Internal Bleeding, Dehumanized, Devourment, Gorgasm und Prophecy. Im Jahr 2000 kam Atsuyuki Katou als Sänger und Gitarrist zur Band. Daraufhin begab sich die Band auf Europatournee zusammen mit Fleshless und Godless Truth. Dabei trat die Band untere anderem auf dem Obscene Extreme und dem Nuclear Storm Fest auf. Außerdem spielte sie drei Auftritte in Deutschland, sowie jeweils eine Show in den Niederlanden, in Belgien und in Österreich. Danach begab sich die Band in die USA für eine Tour zusammen mit Brodequin. Zudem veröffentlichte sie die EP Indefensible Vehemence. Zudem steuerte die Band eine Coverversion des Liedes Mass Obliteration für ein Suffocation-Tribute-Album bei. Nach einigen weiteren kleinen Veröffentlichungen löste sich die Band im Jahr 2005 auf.

## Stil
Die Band wurde stark durch den New York Death Metal beeinflusst, wobei hierbei Künstler wie Internal Bleeding, Suffocation und Dying Fetus zu nennen sind. Auf ihrem einzigen Album Supreme Entity ist die Gruppe mit den bereits genannten Bands Dying Fetus und Internal Bleeding klanglich vergleichbar, wobei Vomit Remnants auch dem Slam Death Metal zugeordnet werden kann. Außerdem sind auch gelegentlich Einflüsse aus dem Thrash Metal hörbar. Die Lieder bestehen meist aus schnell gespielten, aggressiven Teilen, die durch groovende Passagen unterbrochen werden. Die Band wurde zudem als „japanische Dying Fetus“ bezeichnet.

## Diskografie

### Alben
- Supreme Entity (1999)
- Hyper Groove Brutality (2017)

### Kompilationen
- Supreme Vehemence (2005)

### EPs
- Indefensible Vehemence (2001)
- Supreme Entity (2004)

### Demos
- In the Name of Vomit (1997)
- Brutally Violated (1998)
- In the Name of Vomit/Brutally Violated (1998)
- Promo 2004 (2004)
- Promo 2005 (2005)

### Splits
- Get Drunk or Die Tryin: Premature Burial Tour Vol.1 (mit Goratory und Wormed, 2004)
- Vomit Remnants/Godless Truth/Carnivorous (mit Carnivorous und Godless Truth, 2005)